# Stockoceros
Stockoceros (лат.) — вымерший род парнокопытных семейства вилороговые. Эндемик Северной Америки. Существовал в плиоцена, плейстоцене и раннем голоцене (4,9 млн лет — 11 700 лет назад). Известны из Мексики и юго-запада Соединенных Штатов. Каждый из его рогов разделен у основания на два зубца примерно одинаковой длины.
Род просуществовал до эпохи, когда палеоиндейцы достигли Северной Америки.
Одним из соавторов описания S. onusrosagris был Квентин Рузвельт II, внук Теодора Рузвельта; ему было 14 лет на момент открытия.

## Виды
- Stockoceros conklingi (Stock, 1930)typus
- Stockoceros onusrosagris (Roosevelt and Burden, 1934)